# Ziua Internațională de Comemorare a Victimelor Holocaustului
Ziua Internațională de Comemorare a Victimelor Holocaustului este ziua de 27 ianuarie din fiecare an și este prima comemorare universală a victimelor Holocaustului. Această comemorare a fost decisă prin Rezoluția Adunării Generale a Națiunilor Unite numărul 60/7 din 1 noiembrie 2005, adoptată la a 42-a ședință plenară. La 24 ianuarie 2005, în cadrul unei ședințe speciale, Adunarea Generală a Națiunilor Unite a marcat a 60-a aniversare a eliberării lagărelor de concentrare naziste și sfârșitul Holocaustului care a avut ca rezultat uciderea a 6 milioane de evrei europeni și a milioane de persoane de alte naționalități de către regimul nazist german.
27 ianuarie este data la care, în 1945, cel mai mare lagăr nazist de exterminare de la Auschwitz-Birkenau (astăzi în Polonia) a fost eliberat de armata sovietică.
Înainte de rezoluția 60/7, se instituiseră zile naționale de comemorare a Holocaustului, cum ar fi Der Tag des Gedenkens an die Opfer des Nationalsozialismus (Ziua Comemorării Victimelor Național-Socialismului) în Germania, stabilită printr-un decret al Președintelui Germaniei Roman Herzog la 3 ianuarie 1996. Din 2001, 27 ianuarie fusese și Ziua Holocaustului în Regatul Unit.